# Chlumetia euryptera
Chlumetia euryptera là một loài bướm đêm trong họ Noctuidae.